# Chińska Republika Ludowa na zimowych igrzyskach olimpijskich
Chińska Republika Ludowa na zimowych igrzyskach olimpijskich – występy reprezentacji Chińskiej Republiki Ludowej na zimowych igrzyskach olimpijskich.
Reprezentanci Chińskiej Republiki Ludowej startują w zimowych igrzyskach olimpijskich od igrzysk w Lake Placid w 1980 roku, do 2018 roku wystąpili we wszystkich kolejnych edycjach. Od igrzysk w Albertville w 1992 roku Chińczycy z każdych zimowych igrzysk przywożą medale olimpijskie. Najwięcej medali podczas jednej edycji igrzysk zdobyli w 2006 roku na igrzyskach w Turynie oraz cztery lata później na igrzyskach w Vancouver – po 11, przy czym w Vancouver wywalczyli najwięcej złotych medali – 5.
W jedenastu startach olimpijskich Chińczycy zdobyli łącznie 62 medale – 13 złotych, 28 srebrnych i 21 brązowych, co daje im 17. miejsce w tabeli wszech czasów. Zaprezentowali się w trzynastu dyscyplinach olimpijskich (wszystkich poza kombinacją norweską i saneczkarstwem), a medale zdobyli w sześciu z nich. Najwięcej medali wywalczyli w short tracku – 33 (10 złotych, 15 srebrnych i 8 brązowych).
Najwięcej medali spośród reprezentantów Chińskiej Republiki Ludowej na zimowych igrzyskach zdobyła specjalistka short tracku Wang Meng – w jej dorobku jest 6 medali (4 złote, 1 srebrny i 1 brązowy). Najliczniejsza reprezentacja Chińskiej Republiki Ludowej wystąpiła na igrzyskach w Pjongczangu w 2018 roku, kiedy to liczyła 79 sportowców – 34 mężczyzn i 45 kobiet, którzy zaprezentowali się w 12 dyscyplinach sportowych.

## Występy na poszczególnych igrzyskach
| Igrzyska            | Rozmiar reprezentacji | Rozmiar reprezentacji | Rozmiar reprezentacji | Rozmiar reprezentacji | Zdobyte medale | Zdobyte medale | Zdobyte medale | Zdobyte medale | Źr.    |
| Igrzyska            | Mężczyźni             | Kobiety               | Razem                 | Dyscypliny            | Złote          | Srebrne        | Brązowe        | Razem          | Źr.    |
| ------------------- | --------------------- | --------------------- | --------------------- | --------------------- | -------------- | -------------- | -------------- | -------------- | ------ |
| Lake Placid 1980    | 13                    | 11                    | 24                    | 5                     | –              | –              | –              | –              | [ 6 ]  |
| Sarajewo 1984       | 21                    | 16                    | 37                    | 5                     | –              | –              | –              | –              | [ 7 ]  |
| Calgary 1988        | 6                     | 7                     | 13                    | 3                     | –              | –              | –              | –              | [ 8 ]  |
| Albertville 1992    | 12                    | 20                    | 32                    | 6                     | –              | 3              | –              | 3              | [ 9 ]  |
| Lillehammer 1994    | 7                     | 17                    | 24                    | 5                     | –              | 1              | 2              | 3              | [ 10 ] |
| Nagano 1998         | 15                    | 42                    | 57                    | 7                     | –              | 6              | 2              | 8              | [ 11 ] |
| Salt Lake City 2002 | 21                    | 45                    | 66                    | 7                     | 2              | 2              | 4              | 8              | [ 12 ] |
| Turyn 2006          | 35                    | 38                    | 73                    | 9                     | 2              | 4              | 5              | 11             | [ 13 ] |
| Vancouver 2010      | 30                    | 56                    | 86                    | 10                    | 5              | 2              | 4              | 11             | [ 14 ] |
| Soczi 2014          | 26                    | 36                    | 62                    | 9                     | 3              | 4              | 2              | 9              | [ 15 ] |
| Pjongczang 2018     | 34                    | 45                    | 79                    | 12                    | 1              | 6              | 2              | 9              | [ 16 ] |

## Medale według dyscyplin
| Dyscyplina            | Złote | Srebrne | Brązowe | Razem |
| --------------------- | ----- | ------- | ------- | ----- |
| Biathlon              | –     | –       | –       | –     |
| Biegi narciarskie     | –     | –       | –       | –     |
| Bobsleje              | –     | –       | –       | –     |
| Curling               | –     | –       | 1       | 1     |
| Hokej na lodzie       | –     | –       | –       | –     |
| Kombinacja norweska   | –     | –       | –       | –     |
| Łyżwiarstwo figurowe  | 1     | 3       | 4       | 8     |
| Łyżwiarstwo szybkie   | 1     | 3       | 4       | 8     |
| Narciarstwo alpejskie | –     | –       | –       | –     |
| Narciarstwo dowolne   | 1     | 6       | 4       | 11    |
| Saneczkarstwo         | –     | –       | –       | –     |
| Short track           | 10    | 15      | 8       | 33    |
| Skeleton              | –     | –       | –       | –     |
| Skoki narciarskie     | –     | –       | –       | –     |
| Snowboarding          | –     | 1       | –       | 1     |

## Klasyfikacja medalistów
W tabeli przedstawiono jedenaścioro najbardziej utytułowanych chińskich sportowców na zimowych igrzyskach olimpijskich. Tabelę uszeregowano według największych zdobyczy złotych, a następnie srebrnych i brązowych medali. W przypadku, gdy dwoje sportowców zdobyło tę samą liczbę medali wszystkich kolorów, kolejność ustalono według roku zdobycia pierwszego medalu olimpijskiego.
| Miejsce | Zawodnik     | Dyscyplina           | Lata      | Złoto | Srebro | Brąz | Razem |
| ------- | ------------ | -------------------- | --------- | ----- | ------ | ---- | ----- |
| 1.      | Wang Meng    | short track          | 2006–2010 | 4     | 1      | 1    | 6     |
| 2.      | Zhou Yang    | short track          | 2010–2014 | 3     | –      | –    | 3     |
| 3.      | Yang Yang    | short track          | 1998–2006 | 2     | 2      | 1    | 5     |
| 4.      | Wu Dajing    | short track          | 2014–2018 | 1     | 2      | 1    | 4     |
| 5.      | Shen Xue     | łyżwiarstwo figurowe | 2002–2010 | 1     | –      | 2    | 3     |
| 5.      | Zhao Hongbo  | łyżwiarstwo figurowe | 2002–2010 | 1     | –      | 2    | 3     |
| 7.      | Han Xiaopeng | narciarstwo dowolne  | 2006      | 1     | –      | –    | 1     |
| 7.      | Sun Linlin   | short track          | 2010      | 1     | –      | –    | 1     |
| 7.      | Zhang Hui    | short track          | 2010      | 1     | –      | –    | 1     |
| 7.      | Li Jianrou   | short track          | 2014      | 1     | –      | –    | 1     |
| 7.      | Zhang Hong   | łyżwiarstwo szybkie  | 2014      | 1     | –      | –    | 1     |